# Kazys Ambrozaitis
Kazys Ambrozaitis (* 24. Juli 1911 in Ardiškiai, Gebiet Viduklė, Bezirk Raseiniai; † 2. Januar 2017) war ein litauischer Röntgenologe und Professor.

## Leben
1935 absolvierte er mit Auszeichnung das Studium an der Vytauto Didžiojo universitetas in Kaunas und lernte von 1937 bis 1938 an der Militärschule Kaunas. 1966 promovierte er in Medizin. 1939 arbeitete er als Arzt in Šiluva, ab 1940 an der Universitätsklinik Kaunas. Von 1945 bis 1947 wurde er nach Sibirien deportiert und war im Lager Workuta. Von 1949 bis 1957 arbeitete er im Krankenhaus Vilnius, von 1969 bis 1989 war er Leiter des Lehrstuhls an der Vilniaus universitetas.
Mit Frau Birutė Kučinskaitė hat er die Söhne Arvydas Ambrozaitis (* 1948), Infektiologe, und Ramūnas Ambrozaitis.

## Bibliografie
- Skrandžio vėžio rentgenodiagnostika, su M. Šneideriu, 1986
- Operuoto skrandžio ir jo ligų rentgenodiagnostika, 1986
- Storosios žarnos ligų rentgenodiagnostika, 1986
- Plonosios žarnos ligų rentgenodiagnostika, 1986
- Atramos judamojo aparato ligų rentgenodiagnostika, 1990
- Diafragmos ligų rentgenodiagnostika, 1991
- Palendriai vakar ir šiandien, 2004
- Gyvenimo keliu, atsiminimai, Vilnius, Enciklopedija, 2006